# Home: A Live Concert Recording With The Atlanta Symphony Youth Orchestra
Home: A Live Concert Recording With The Atlanta Symphony Youth Orchestra es un álbum en vivo de Collective Soul, banda de rock alternativo provieniente de Atlanta. Se trata de dos conciertos en vivo grabados junto a la orquesta sinfónica de Atlanta (Atlanta Symphony Youth Orchestra). El álbum consiguió el número 183 en el Billboard 200. La actuación también fue editada en DVD.

## Lista de canciones

### Disco uno
1. "Orchestral Intro" – 0:27
2. "Counting the Days" – 2:45
3. "Listen" – 4:33
4. "December" – 5:17
5. "Compliment" (Ed Roland, Dean Roland) – 3:38
6. "Precious Declaration" – 4:14
7. "Needs" – 5:47
8. "Heavy" – 3:20
9. "Run" – 4:50
10. "The World I Know" (Ross Childress, Roland) – 5:01
11. "Pretty Donna" – 4:02
12. "Youth" – 3:05

### Disco dos
1. "Crown" – 5:12
2. "Under Heavens Skies" – 3:40
3. "She Said" – 4:44
4. "Home" (Dexter Green, Roland) – 4:25
5. "Gel" – 3:16
6. "How Do You Love" – 4:33
7. "Better Now" (Green, Roland) – 7:07
8. "Satellite" – 4:44
9. "Shine" – 6:25
10. "Burn" – 6:10
11. "How Do You Love" (video)

- Datos: Q979219